# Nothophellinus
Nothophellinus is een monotypisch geslacht van schimmels behorend tot de familie Hymenochaetaceae. Het typegeslacht is Nothophellinus andinopatagonicus.